# Белорусская государственная хореографическая гимназия-колледж

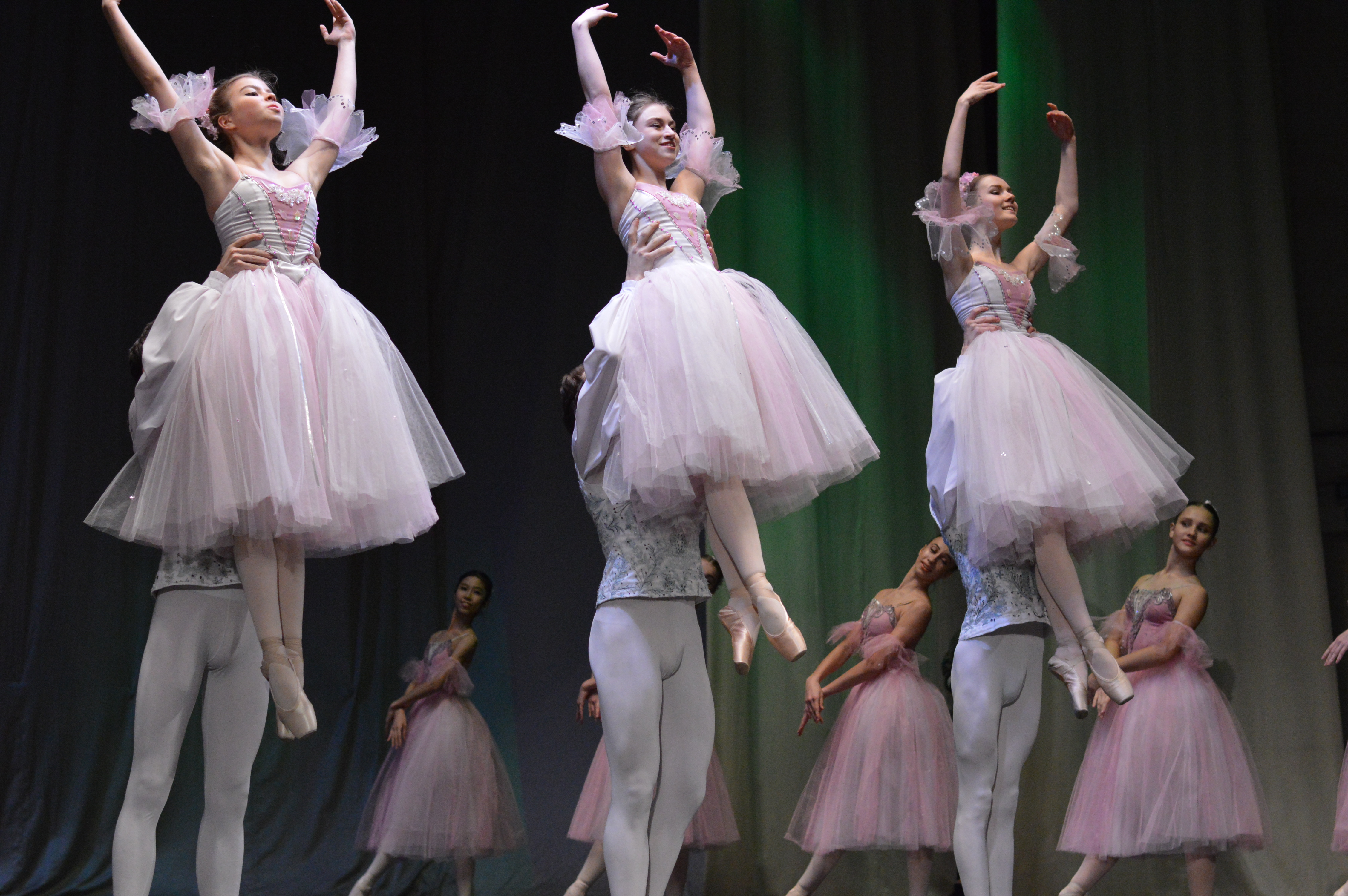
БГХГК Отчетный концерт

Белорусская государственная хореографическая гимназия-колледж (до 1995 года — Белорусское хореографическое училище) — одна из самых известных балетных школ мира, с именем которой тесно связаны расцвет и мировое признание белорусской балетной школы. Находится в Минске.

## История
Истоки хореографического искусства Белоруссии — в старинных обрядах, игрищах, хороводах, где танец был тесно связан с песней, элементами театрализации. В выступлениях первых профессиональных артистов-скоморохов, известных на территории Белоруссии с XII века, танец занимал большое место. Зачаточные формы хореографического искусства содержались в представлениях школьного театра, народной драмы. В XVIII-XIX вв. крепостные балетные труппы имелись в некоторых городах (Гродненский театр Тизенгауза, Слонимский театр Огинского, Шкловский театр Зорича и др.) и имениях крупных помещиков (театры князей Радзивиллов и др.). В 40-е гг. XIX в. белорус. артисты входили в состав частной балетной труппы М. Пиона. 1
Нац. балетный театр в Белоруссии возник после Великой Октябрьской социалистической революции. В первом Белорусском государственном театре в Минске (осн. в 1920, ныне Театр им. Я. Купалы) наряду с хором и оркестром имелась небольшая группа артистов балета, которая под руководством балетмейстера К. А. Алексютовича осуществила постановку балетов «Коппелия»; «Очарованный лес» Дриго (оба — 1922) и др. В 1930 в Минске была организована Государственная студия оперы и балета, ставшая основой открытого в 1933 Белорусского Большого театра оперы и балета. В 30-е гг. в репертуаре театра появилось несколько значительных балетных спектаклей: «Коппелия» (1935), «Лебединое озеро» (1938), «Бахчисарайский фонтан» (1939) и др. В Минске было открыто театральное училище с хореографическим отделением (1939). В 1939 композитор М. Е. Крошнер и балетмейстеры А. Н. Ермолаев и Ф. В. Лопухов создали первый национальный балет «Соловей», посвященный борьбе белорусского народа за свободу, ставшей важным этапом жизни людей. В нём впервые путём слияния классического и национального танца были созданы национальный хореографический язык, живые и яркие образы людей из народа (исполнители гл. партий — А. В. Николаева и С. В. Дречин). Поиски национального своеобразия продолжены белорусскими балетмейстерами в спектаклях, посвященные современности, — «Мечта» (1961) и «Альпийская баллада» (1967) Глебова, «Свет и тени» Г. Вагнера (1963), в которых с художественной убедительностью раскрывались черты нового человека, претворялись общечеловеческие темы. Важным этапом в жизни Б. б. стала постановка балетов «Князь-озеро» Золотарёва (1949), «Подставная невеста» Г. Вагнера (1958), «Избранница» Глебова (1969). Репертуар постоянно обогащался лучшими русскими классическими, советскими и зарубежными балетами.
Произв. белорус. хореографии нашли воплощение на сценах театров братских республик («Соловей» — в Одесском, «Избранница» — в Новосибирском, «Альпийская баллада» — в Челябинском театрах, «Тиль Уленшпигель» в Театре им. Кирова и Театре им. Франко), а также за рубежом («Тиль Уленшпигель» в Финской гос. опере в Хельсинки).
Большой вклад в развитие балетного искусства Белоруссии внесли балетмейстеры, заслуженные деятели искусств БССР А. Л. Андреев, О. М. Дадишкилиани, К. А. Муллер. В республике ставили спектакли балетмейстеры — Р. В. Захаров и А. Н. Ермолаев, Ф. В. Лопухов, К. Я. Голейзовский, В. И. Вайнонен, Н. М. Стуколкина. С 1945 в Минске работает Белорусское хореографиеское училище (8-летний курс обучения).
Но главные события в становлении национальной балетной школы связаны с наследованием и развитием лучших традиций академического русского и советского классического балета. В ней ассимилировались и получили национальное творческое преломление наивысшие достижения двух ведущих классических хореографических школ — московской и петербургской (вагановской).
Основа учреждения была заложена в 1928 году, когда был открыт хореографический класс при Минском музыкальном техникуме, на основе которого впоследствии начала работать Белорусская студия оперы и балета (1930—33), а затем и балетная школа при Государственном театре оперы и балета Беларуси (1934). В 1940 ее ученики принимали участие в показе балета Соловей" М.Крошнера на Декаде белорусского искусства в Москве.
В 1939 благодаря инициативе З.Васильевой в Минском театральном училище было открыто хореографическое отделение. В 1941 накануне войны состоялся первый выпуск профессиональных отечественных артистов балета, обучавшихся по ускоренной программе в экспериментальном классе. В предвоенные годы в балетной труппе театра насчитывалось более ста профессиональных артистов, среди которых исполнителями сольных партий были В.Арехмо, Н.Богданова, В.Бурейко, М.Витольберг, Н.Доронин, И.Доронина, А. Иванов,
Хореографическое училище как самостоятельная единица деятельность в 1945 году. На протяжении этих десятилетий здесь растут и развиваются юные таланты — будущие мастера сцены. Высокий уровень профессионализма педагогов, хорошая база привлекает юношей и девушек из стран ближнего и дальнего зарубежья получить хореографическое образование в гимназии-колледже. Здесь обучаются ребята из Беларуси, России, Украины, Японии, Турции, Франции, Италии, Польши.
Современное название с 1995 года.
С 20__ студенты из Японии обучаются в колледже
С 1991 по 1996 год Колледж проводил международный фестиваль «Я люблю балет» и выпускал Вестник фестиваля.
В конце 2018 года посольство Японии в Беларуси сообщило народной артистке Кларе Малышевой о высокой награде — Клара Николаевна стала кавалером ордена Императора Японии, который до недавнего времени вручался за особые заслуги лишь мужчинам. Многие из японских танцовщиц учились мастерству именно у неё — первые ученицы из Страны восходящего солнца появились у Малышевой ещё 30 лет назад. В балетных классах хореографической гимназии-колледжа занимаются будущие балерины из России, Украины, Японии, Англии, Швеции, Голландии, США. Репутация школы белорусского балета по-прежнему высока. Среди педагогов школы много известных в прошлом мастеров балетного искусства — Клара Малышева, Нина Давыденко, Инесса Душкевич, Александр Коляденко, Нина Дьяченко, Алла Пекарская, Ольга Лаппо, Сергей Пестехин, Вениамин Захаров, Александр Фурман, Наталья Филиппова, Жанна Лебедева, Оксана Семенова,Лариса Медведева-Шумская.

## Структура образования
Одно из старейших учебных заведений Беларуси, единственное, выпускающее из своих стен артистов балета. Студенты обучаются 8 лет по специальности «Хореографическое искусство» по направлению «Классический танец». По окончании гимназии-колледжа выпускникам присваивается квалификация «артист; учитель; руководитель творческого коллектива».
Гимназия-колледж даёт подготовительное и среднее профессиональное образование в области искусства хореографии. Предметы по квалификации «артист балета» включают в себя классический, характерный, историко-бытовой, дуэтно-классический и современный танец, актёрское мастерство, хореографическое наследие. Дети также изучают сольфеджио и основы игры на музыкальном инструменте, историю музыки, театра, изобразительного и хореографического искусства, историю и культуру Республики Беларусь,, анатомию и физиологию человека. Общеобразовательные предметы основного образования преподаются с учётом профиля учебного заведения. Сценическая практика проходит как в театре колледжа, так и на сцене Большого театра РБ.
Выпускники поступают в труппу Национального академического Большого театра оперы и балета Республики Беларусь, балетную труппу Белорусского государственного академического музыкального театра, Белорусский Государственный заслуженный хореографический ансамбль «Хорошки», хореографическую труппу Академического ансамбля песни и танца Вооружённых сил Республики Беларусь и Национального академического народного хора Республики Беларусь им. Г. И. Цитовича.

## Руководство
Художественными руководителями училища (с 1995 года — Белорусской государственной хореографический колледж) были такие видные деятели белорусского балета, как
Народная артистка Беларуси (1940) Зинаида Васильева (с 1946 до 49)
Народная артистка Беларуси (1944) Александра Николаева (с 1949 до61)
Народная артистка Беларуси (1961), Засл. арт. Тадж. ССР (1957) Ирина Савельева
Народная артистка республики Беларусь Клара Малышева (1977−1992),
Заслуженный деятель искусств Беларуси (1996) Александр Коляденко (с 1957 года с перерывами)
Народная артистка республики Беларусь Инесса Душкевич — с 2002 года
Народный артист Республики Беларусь Троян Юрий Антонович - с 2022 года
Директор
Заслуженный деятель культуры Беларуси (1967) Калитовская Клавдия Федоровна 1951-75
с 19 ___ года Дусенко Зория Петровна
Председатели государственной комиссии
200_ −200_ Народный артист республики Беларусь Валентин Елизарьев.
С 2018 года — Народный артист республики Беларусь Юрий Троян

## Выпускники
Выпускники Белорусской студии оперы и балета
- Дречин Семен (выпуск 1933 года, педагог, народный артист Беларуси (1954)
- Калитовская Клавдия (выпуск 1933 года, педагог, заслуженный деятель культуры Беларуси (1967)

Выпускники Белорусского хореографического училища:
- Артамонов Игорь Архивная копия от 20 сентября 2019 на Wayback Machine (выпуск, педагог народный артист Беларуси (20))
- Олейник Екатерина (выпуск 19 , педагог)
- Белоусова Галина (выпуск 19 , педагог)
- Бржозовская Людмила (выпуск 1966 , педагоги Нина Млодзинская, Ирина Савельева)
- Васильев Иван (выпуск 2006 , педагог А.Коляденко)
- Вежновец Марина (выпуск 1997 , педагог , заслуженная артистка Беларуси (2014))
- Гайда Светлана (выпуск 19 , педагог)
- Гайко Ольга Архивная копия от 20 сентября 2019 на Wayback Machine  (выпуск 19 , педагог)
- Горелик — Перминова Алла (выпуск 19 , педагог)
- Героник (выпуск 19 , педагог)
- Глинских Евгений (выпуск 19 , педагог)
- Дадишкилиани Нателла (выпуск 19 , педагог)
- Долгих Владимир (выпуск 1987 , педагог, заслуженный артист Беларуси (1999))
- Дудкевич Валентина (выпуск 19 , педагог)
- Душкевич Инесса  (выпуск 19 , педагог, народная артистка Беларуси (1991), лучшая Жизель национального балета)
- Дятко Юлия Архивная копия от 22 сентября 2019 на Wayback Machine (выпуск 1992 , педагог)
- Еромкин Олег Архивная копия от 20 сентября 2019 на Wayback Machine (выпуск 2004 , педагог)
- Еромкина Ирина (выпуск 19 , педагог)
- Иванов Владимир (выпуск 1971, педагог)
- Иванов Андрей (выпуск 19 , педагог)
- Захаров Вениамин (выпуск 19 , педагог)
- Кременский Вадим (выпуск 19 , педагог)
- Бельский Михаил (выпуск 16 , педагог)
- Ковалев Юрий (выпуск 2003 (?), педагог заслуженный артист Беларуси (2015))
- Колб Игорь (выпуск 19 , педагог)
- Комков Владимир (выпуск 1968, педагог народный артист Беларуси (1984))
- Корзенков Олег (выпуск 1985 , педагог заслуженный артист Беларуси (1990)))
- Кравченко Антон Архивная копия от 20 сентября 2019 на Wayback Machine (выпуск 2000 , педагог Пестехин, заслуженный артист Беларуси (2013))
- Красовская Раиса (выпуск 1953 , педагог заслуженная артистка Беларуси (1964))
- Красовский Николай (выпуск 1951, педагог заслуженный артист Беларуси (1972))
- Кудрявцева Людмила (выпуск 1994 , педагог народная артистка Беларуси (2012)) Архивная копия от 18 октября 2019 на Wayback Machine
- Кузнецов Константин Архивная копия от 20 сентября 2019 на Wayback Machine (выпуск 2003 (?), педагог народный артист Беларуси (20))
- Лебедева Жанна (выпуск 1983 , педагог заслуженная артистка Беларуси (2001))
- Мартынов Георгий (выпуск 1954 , педагог заслуженный артист Беларуси (1955)
- Медведева — Шумская Лариса (выпуск 19 , педагог)
- Минин Руслан Архивная копия от 5 сентября 2019 на Wayback Machine (выпуск 1991 , педагог А.Коляденко)
- Моисеев Борис (выпуск 1966 , педаго г)
- Павлова Нина (выпуск 19 , педагог народная артистка Беларуси (1980)
- Павлович Евгений (выпуск 1959 , педагог заслуженный артист Беларуси (1970))
- Пестехин Сергей (выпуск 1967 , педагог заслуженный артист Беларуси (1979))
- Раукуть Юзеф (выпуск 1972 , педагоги Н.Малахова, Н.Красовский, заслуженный артист Беларуси (1989))
- Ряпушка- Колечиц Людмила (выпуск 19 , педагог)
- Саркисьян Виктор
- Троян Юрий Архивная копия от 20 сентября 2019 на Wayback Machine (выпуск 1968 , педагог)
- Шехов Николай (выпуск 19 , педагог)
- Станкевич Сергей (выпуск 19 , педагог)
- Фурман Евгений Архивная копия от 20 сентября 2019 на Wayback Machine (выпуск 1981 , педагог)
- Чеховский Леонид (выпуск 19 , педагог)
- Шеметовец Татьяна Архивная копия от 31 августа 2019 на Wayback Machine (выпуск 1979 , педагог)
- и многие другие артисты балета, хореографы и деятели хореографии

## Педагоги
- Андрачик Анжела Александровна Преподаватель народно-сценического танца
- Вежновец Марина Валерьевна (заслуженная артистка Беларуси, педагог Белорусского хореографического училища с 2017 г.)
- Героник Людмила Витальевна Преподаватель классического танца
- Глинских Евгений (заслуженный артист Беларуси, педагог Белорусского хореографического училища в 1952-69 гг)
- Гуринович Анна Сергеевна Преподаватель народно-сценического танца и мастерства актёра
- Давыденко Нина Степановна (народная артистка Беларуси (1964), педагог Белорусского хореографического гимназии-колледжа с 2003 по 2024)
- Давыдов Валентин Константинович (Народный артист Беларуси (1964) В 1956-67 преподает в Белорусском хореографическом колледже.
- Дьяченко Нина Николаевна Заслуженная артистка России Преподаватель народно-сценического танца
- Душкевич Инесса Анатольевна Народная артистка Беларуси, Лауреат Государственной премии
- Захаров Венеамин Михайлович Заслуженный артист Беларуси Преподаватель мастерства актёра
- Иванов Владимир (народный артист Беларуси (1992), педагог Белорусского хореографического училища в 1992—2005 гг, с 2010 г.- главный балетмейстер БАМТ)
- Кузьменко Наталья Анатольевна Преподаватель гимнастики
- Коляденко Александр (заслуженный деятель искусств Беларуси (1996) (с 1957 года с перерывами)
- Кладова Ольга Олеговна Преподаватель классического танца
- Комков Владимир (народный артист Беларуси (1984), педагог Белорусского хореографического училища в 1981—1991 гг,)
- Корзенкова Алевтина Александровна (народная артистка Беларуси (1964), педагог Белорусского хореографического училища в 1949-78 гг.)
- Котомина Наталья Юрьевна Заведующая производственной и сценической практикой
- Кравченко Антон Евгеньевич Заслуженный артист Беларуси Преподаватель дуэтно-сценического танца
- Красовская Юлия Валентиновна Преподаватель народно-сценического танца
- Кузнецов Константин Анатольевич Народный артист Беларуси Преподаватель дуэтно-сценического танца
- Лаппо Ольга Александровна Преподаватель классического танца
- Лыжина Ольга Борисовна Преподаватель классического танца и историко-бытового танца
- Лебедева Жанна Викторовна ( заслуженная артистка Беларуси (2001), педагог Белорусского хореографического училища с 2012 г.)
- Малышева Клара Николаевна (заслуженная артистка России (1964), народная артистка Беларуси (1971), педагог Белорусского хореографического училища с 1977 г.)
- Малахова Н
- Медведева-Шумская Лариса Сергеевна Заслуженная артистка Беларуси Преподаватель классического танца
- Миронов Валерий Павлович (народный артист Беларуси (1966), педагог Белорусского хореографического училища в 1992—2005 гг,)
- Мартынов Александр Сергеевич (заслуженный деятель искусств Беларуси (2002), педагог Белорусского хореографического училища в 1978—1991 гг,)
- Млодинская Нина Федоровна (заслуженная артистка Беларуси (1955), педагог Белорусского хореографического училища в 1949-91 гг.)
- Николаева Александра (народная артистка Беларуси (1944)), педагог Белорусского хореографического училища в 1961-79 гг,
- Николаева Наталья Валентиновна Председатель комиссии специальных дисциплин Преподаватель классического танца
- Пекарская Алла Алексеевна Преподаватель истории хореографии и смежных видов искусств
- Панкова Маргарита Григорьевна Преподаватель современных направлений хореографии
- Пестехин Сергей Иванович (заслуженный артист Беларуси (1979) , педагог Белорусского хореографического училища с 1972 (с перерывами), Заведующий отделением специальных дисциплин
- Петрова Марина (заслуженная артистка Беларуси (1967), педагог Белорусского хореографического училища в 1968-71 гг., 1973-75гг., с 1980)
- Савельева Ирина Николаевна
- Семёнова Оксана Вячеславовна. Преподаватель классического танца
- Узунова Тамара с 1941
- Филиппова Наталья Григорьевна. Дипломант международного конкурса. Преподаватель классического танца
- Фурман Александр Маркович. Заслуженный артист Беларуси. Преподаватель классического танца
- Хираско Юлия с 1941
- и многие другие артисты балета, хореографы и деятели хореографии

## Музей
В колледже имеется музей, в коллекции которого находятся награды, книжные раритеты, картины, афиши, фотографии, театральные костюмы и балетные туфли, принадлежавшие знаменитым выпускникам, и прочие экспонаты, связанные с историей белорусского балета. Коллекция музея насчитывает более ___ тысяч экспонатов. В настоящее время функционирует как Мемориальный кабинет истории белорусского хореографического образования, доступ к коллекции которого возможен для учащихся, сотрудников и гостей училища.

## Спектакли
- Дон Кихот
- Щелкунчик
- Привал кавалерии
- Шопениана
- Штраусиана. Одноактный балет на музыку И.Штрауса. Либретто и хореография В.Бурмейстера Сценическая редакция и постановка Н.Дьяченко
- Новые амазонки. Одноактный балет на музыку «Болеро» М.Равеля Либретто, хореография и постановка Нины Дьяченко

## Художники мира рисуют белорусский балет
Ингрд Шаар. Танец — это душа.

## Гастроли
- Кения
- США
- Россия
- Италия

## Балетные школы мира, основанные выпускниками БГХГК
- Балетный концерн (Сеул, Корея)
- Балетная школа Вежновец
- (Австрия)

## Награды
- Орден Трудового Красного Знамени.
- Специальная премия Президента Республики Беларусь деятелям культуры и искусства (3 января 2019 года) — за выдающиеся достижения в обучении и воспитании творческой молодёжи, значительный вклад в развитие национальной школы классического танца и проведение благотворительных проектов «Творчество юных — родной Беларуси», «Дети детям», «И помните мир спасен»[1].